# Macopaeus
Macopaeus Simon, 1900 è un genere di ragni appartenente alla famiglia Salticidae.

## Distribuzione
L'unica specie oggi nota di questo genere è stata rinvenuta nel Madagascar

## Tassonomia
A dicembre 2010, si compone di una specie:
- Macopaeus spinosus Simon, 1900[2] — Madagascar

### Specie trasferite
- Macopaeus celebensis Merian, 1911; trasferita al genere Brettus Thorell, 1895, con la denominazione di Brettus celebensis, a seguito di uno studio dell'aracnologo Wanless del 1980[1].
- Macopaeus madagascarensis Peckham & Peckham, 1903; trasferita al genere Brettus Thorell, 1895, con la denominazione di Brettus madagascarensis, a seguito di uno studio dell'aracnologo Wanless del 1980[1].